# 레오 (프로게이머)
레오(2000년 1월 12일 ~ )는 대한민국의 리그 오브 레전드 프로게이머로 아이디는 Leo이다. 포지션은 AD 캐리이다.

## 선수 생활
2018년 2월 19일, SK텔레콤 T1에 입단하면서 프로 커리어를 시작했다. 2018시즌에는 뱅의 서브 선수로 활동했다.
2019시즌을 앞두고 뱅이 팀을 퇴단했으나 테디가 영입되면서 주전 경쟁을 하게 되었다. 2019시즌 테디에게 밀려 출전하지 못했다.
2020시즌을 앞두고 샌드박스 게이밍에 입단했다. 스프링 시즌에서는 루트와 번갈아가면서 출전했다. 스프링 시즌 중반 이후에서는 루트가 주전으로 출전했다. 서머 시즌에서는 루트에게 밀려서 출전하지 못했다.
2021 스프링 시즌에서는 루트와 번갈아가면서 출전했다. 하지만 나올 때마다 좋지 못한 모습을 보여주었다. 스프링 2라운드를 앞두고 로스터에서 말소됐다. 
2021 서머 시즌을 앞두고 아프리카 프릭스에 입단했다. 서머 시즌에서는 팀의 주전으로 출전하면서 팀의 포스트시즌 진출에 기여했다. 2022 시즌을 앞두고 테디가 새롭게 팀에 영입되면서 서브 선수로 밀려났다. 결국 2022 시즌에는 출전을 기록하지 못했으며 시즌 종료 후 팀에서 퇴단했다.

## 소속팀
| # | 팀명            | 소속 기간               | 소속 리그 | 비고 |
| - | --------------- | ----------------------- | --------- | ---- |
| 1 | SK텔레콤 T1     | 2018.02.19 ~ 2019.11.27 | LCK       |      |
| 2 | 샌드박스 게이밍 | 2019.11.27 ~ 2021.04.19 | LCK       |      |
| 3 | 아프리카 프릭스 | 2021.04.19 ~ 2022.10.24 | LCK       |      |
| 4 | 펜넬            | 2023.01.10 ~ 2023.04.22 | LJL       |      |

## 수상 내역
- 스무살우리 리그 오브 레전드 챔피언스 코리아 스프링 2019 우승
- 우리은행 리그 오브 레전드 챔피언스 코리아 서머 2019 우승
- 2019 LoL KeSPA컵 울산 준우승